# Col de Grimone
Le col de Grimone à 1 319 mètres d'altitude relie Châtillon-en-Diois à l'ouest et Lus-la-Croix-Haute au sud-est (N75, route des Alpes à la Méditerranée).

## Situation

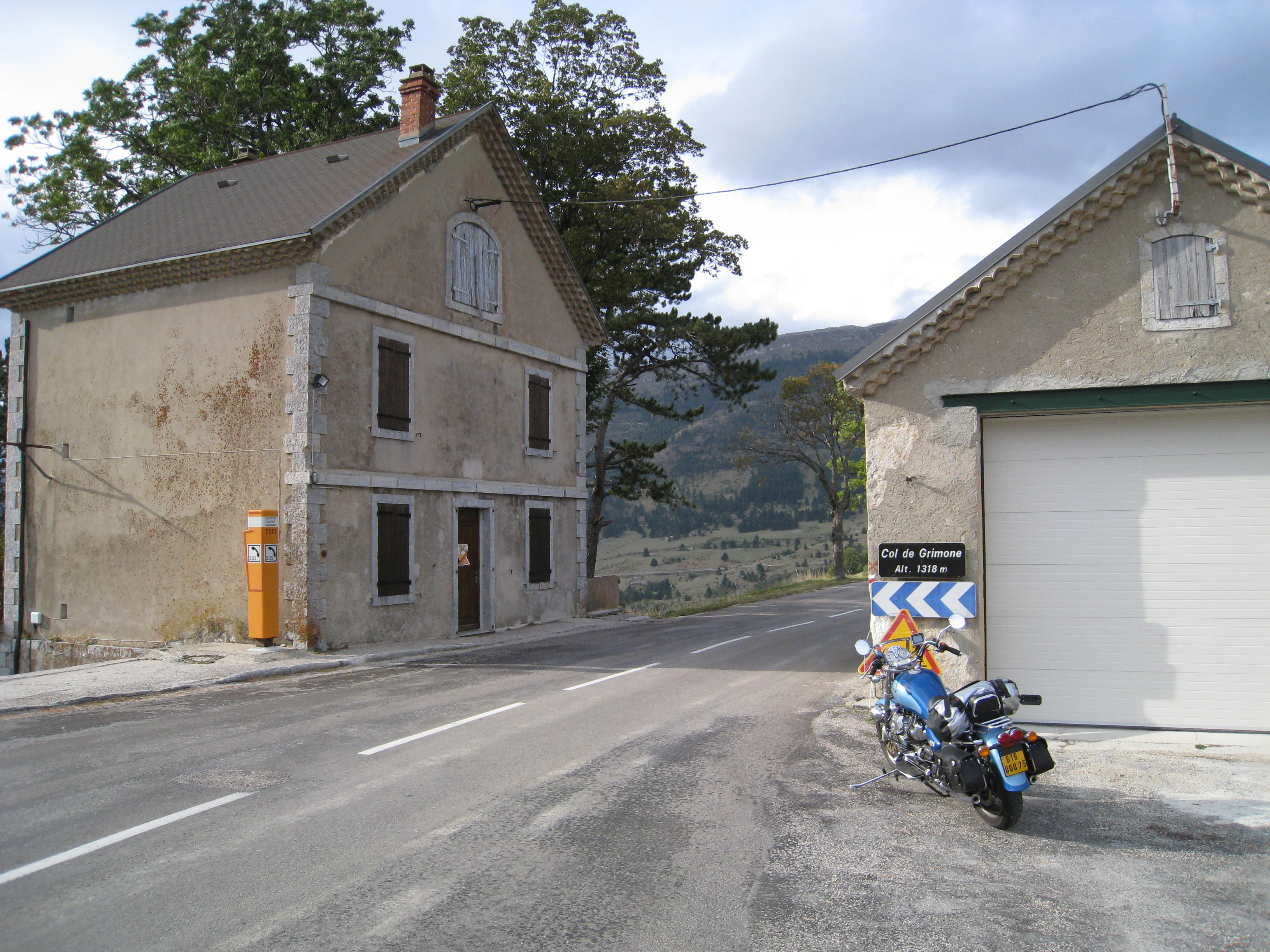
Les bâtiments au col même, en regardant vers l'ouest.

Il se situe dans le massif du Diois, au sud de la montagne de Jocou, dans le département de la Drôme. Il tire son nom du hameau de Grimone (commune de Glandage) situé en contrebas, côté ouest.

## Cyclisme
Le Tour de France a emprunté ce col, classé 2e catégorie, lors de la 15e étape du Tour de France 2002 entre Vaison-la-Romaine et les Deux Alpes. C'est le Belge Axel Merckx qui est passé en tête au sommet.